# Стасюк, Николай Михайлович
Николай Михайлович Стасюк (4 мая 1885, Екатеринослав — 1943, Мариуполь) — украинский общественный и политический деятель. Член Украинской Центральной рады.

## Биография
Родился в семье чиновника на Екатеринославщине. С 1903 года учился в Петербургском горном институте, который и окончил.
Был членом Украинского студенческого общества, входил в состав Информационного бюро и Главной студенческого совета Украинской студенческих организаций.
Член Революционной украинской партии, впоследствии — Украинской партии социалистов-революционеров.
Во время революции 1905—1907 годов — организатор крестьянских союзов на Екатеринославщине, за что подвергался репрессиям со стороны властей и находился под надзором полиции.
Был одним из основателей Украинской Центральной рады. В апреле 1917 года на съезде деятелей украинского села избран председателем Украинского крестьянского союза и делегирован в состав Центральной Рады. На общем собрании УЦР избран в ее исполнительного органа — Комитета Украинской Центральной Рады (позже Малый Совет).
Во времена Директории УНР — начальник снабжения Армии УНР в Каменце-Подольском.
Некоторое время жил в эмиграции. В 1920 году вернулся на Украину. Работал во Всеукаинской академии наук.
В 1931 году (по другим данным, в 1933 году) арестован по делу «Украинского национального центра». В 1940 году был освобожден, жил в Мариуполе, где работал сторожем в городском парке.
Во время Великой Отечественной войны оставался в Мариуполе, был арестован гестапо вместе с другими руководителями ультра правой националистической организации ОУН.
11 февраля 1943 из района Харькова танковые бригады 4-го гвардейского корпуса Советской армии стремительным рейдом на юг вошли в город Красноармейск, Донецкой области. Возникла реальная угроза немецкому «Миус-фронту» оказаться в окружении, потому острие рейда было направлено дальше на юг, на Мариуполь.
17 февраля в городе поднялась паника. Тюремных пленников стали спешно строить в колонну, чтобы угнать на Запад. Воспользовавшись смятением, Стасюк и его партнер по ОУН Авраменко, убежали и самостоятельно добирались до села Широкое в окрестностях Днепропетровска, где жила семья Авраменко. Андрей Авраменко остался с семьей, а Стасюк в апреле решил вернуться в Мариуполь. С тех пор его никто не видел, считается пропавшим без вести.
Согласно другой версии был расстрелян гестапо в 1943 году в Мариуполе.